# Orsay (Écosse)
Pour les articles homonymes, voir Orsay (homonymie).
Ne doit pas être confondu avec Ornsay, Oronsay ou Orosay.
Orsay est une petite île du Royaume-Uni située en Écosse, dans les Hébrides intérieures. Elle est située au sud-ouest de l'île d'Islay.
Elle abrite les ports de Port Charlotte et de Portnahaven ainsi que le phare de Rinns of Islay construit en 1925 par l'ingénieur écossais Robert Stevenson.